# Tiou-Poécé
Ne doit pas être confondu avec Thiou (homonymie).
Tiou-Poécé ou Thiou est un village du département et la commune rurale de Pissila, situé dans la province du Sanmatenga et la région du Centre-Nord au Burkina Faso.

## Géographie

### Situation et environnement
Constitué de centres d'habitation dispersés, Tiou-Poécé se trouve à 5 km au nord de Pissila, le chef-lieu du département et de la commune, et à environ 35 km au nord-est de Kaya, la capitale provinciale et régionale.

### Démographie
- En 2003, le village comptait 1 765 habitants estimés[2].
- En 2006, le village comptait 2 135 habitants recensés[1].

## Transports
Le village est à 5 km au nord de la route nationale 3 (RN 3), un axe important reliant à Tougouri à Kaya.

## Éducation et santé
Le centre de soins le plus proche de Tiou-Poécé est le centre de santé et de promotion sociale (CSPS) de Pissila tandis que le centre hospitalier régional (CHR) se trouve à Kaya.
Le village possède une école primaire publique alors que le collège d'enseignement général (CEG) et le lycée départemental se trouvent à Pissila.